# Daniel P. Huttenlocher
Daniel Peter „Dan“ Huttenlocher (* 1958) ist ein US-amerikanischer Informatiker und Professor für Informatik und Wirtschaft.

## Leben
Daniel Huttenlocher ist der Sohn des Neuropädiaters und Neurowissenschaftlers Peter Huttenlocher und der Entwicklungspsychologin Janellen Huttenlocher. Er beendete 1980 sein Studium an der University of Michigan in Ann Arbor mit einem Bachelor-Abschluss sowohl in Informatik als auch in Psychologie. Seinen Master-Abschluss in Informatik erwarb er 1984 am MIT in Cambridge (Massachusetts), wo er 1988 auch promoviert wurde.
Anschließend wurde Huttenlocher Professor an der Cornell University in Ithaca (US-Bundesstaat New York). Dort hatte er eine Doppelprofessur inne, zum einen als Professor für Informatik am Computer Science Department zum anderen als Professor für Wirtschaft der Johnson Graduate School of Management. Seit 2012 organisierte er als dessen Dekan und stellvertretender Leiter den Aufbau des neuen Cornell Tech Campus in New York City.
2019 kehrte Huttenlocher zum MIT zurück, um dort als Gründungsdekan den Aufbau des Stephen A. Schwarzman College of Computing zu leiten. Das College strebt eine interdisziplinäre Ausbildung auf dem Gebiet der künstlichen Intelligenz an.
Über die Universität hinaus war Huttenlocher in der freien Wirtschaft tätig. Seine Forschung auf dem Gebiet der Computervision führte bereits 1992 zu einer Mitarbeit bei der Firma Xerox in deren Forschungszentrum Xerox PARC in Palo Alto. Dort leitete er die Entwicklung des JBIG2-Standards für die verlustfreie Komprimierung digitaler Bilder. 2002 wurde er Technischer Direktor der von seinem Bruder Carl gegründeten Firma Intelligent Markets in San Francisco, wo er besonders seine Kenntnisse computergestützter Handelssysteme einbrachte.
Huttenlocher war von 2010 bis 2022 Mitglied im Aufsichtsrat der John D. und Catherine T. MacArthur Foundation, einer der größten privaten Stiftungen der Vereinigten Staaten. Von 2018 bis 2022 amtierte er als deren Aufsichtsratsvorsitzender. Des Weiteren ist Huttenlocher Mitglied im Verwaltungsrat verschiedener Unternehmen: Seit 2015 des Glasherstellers Corning und seit 2016 des Online-Versandhändlers Amazon. Im April 2022 riefen sowohl die Rechnungsprüfer der Stadt und des Bundesstaates New York, als auch die Treuhänder der New Yorker Pensionsfonds die Aktionäre von Amazon dazu auf, gegen eine Wiederwahl von Huttenlocher in den Verwaltungsrat zu stimmen. Sie warfen ihm vor, als Mitglied des Ausschusses für die Weiterentwicklung und Vergütung des Managements dort nur eine unzureichenden Kontrolle auszuüben. Er trage deshalb eine Mitverantwortung für die schlechten Arbeitsbedingungen bei Amazon, zu denen auch eine aggressive gewerkschaftsfeindliche Unternehmenspolitik gehöre, und für eine zu hohe Vergütung der Führungskräfte.

## Wissenschaftliche Leistungen
Schon als Student arbeitete Huttenlocher auf dem Gebiet der automatischen Spracherkennung. Als Professor sind seine Forschungsgebiete computervisualistische Themen der Informatik: die Computervision und die Algorithmische Geometrie. Er zählt hier zu den führenden Experten und ist Inhaber von 24 US-Patenten (2006). Weitere Forschungsgebiete sind die Entwicklung interaktiver Dokumenten-Technologien und computergestützter Handelssysteme.
Huttenlocher entwickelte u. a folgende Verfahren und Systeme der Informatik:

### Das Huttenlocher-Zue-Modell des lexikalischen Zugriffs
Bereits 1984 erarbeitete Huttenlocher in Zusammenarbeit mit Victor W. Zue im Rahmen der Forschungen für seine Masterarbeit ein zweischrittiges Verfahren der Spracherkennung (engl. Huttenlocher-Zue lexical access model). Es ermittelt zunächst in einem ersten Durchgang durch eine Auswahl aus einem lexikalischen Verzeichnis nach linguistischen Hauptmerkmalen eine Liste von Wortkandidaten. Innerhalb dieser Liste wird in einem zweiten Durchgang durch eine detaillierte phonetische Analyse das entsprechende Wort ausgewählt.

### CoNote
In Zusammenarbeit mit Jim Davis entwickelte Huttenlocher 1994 mit CoNote ein System zum Kommentieren (Annotieren) von www-Dokumenten. Ursprünglich war es als ein Diskussionsforum der Studenten für im Internet veröffentlichte Vorlesungsskripte und Übungsaufgaben gedacht. Beim CoNote-System werden die vom Benutzer eingefügten Kommentare nicht im Dokument selbst, sondern auf einem Proxy-Server gespeichert.

### Der Felzenszwalb-Huttenlocher-Algorithmus
Gemeinsam mit Pedro F. Felzenszwalb veröffentlichte Huttenlocher 1998 einen später noch von ihnen weiterentwickelten kantenorientierten Algorithmus zur Segmentierung von Bildern (engl. Felzenszwalb-Huttenlocher algorithm).
Siehe Hauptartikel Felzenszwalb-Huttenlocher-Algorithmus

## Auszeichnungen
Huttenlocher ist nicht nur in der Forschung erfolgreich, er hat auch zahlreiche Auszeichnungen für seine Lehrtätigkeit erhalten. So wurde er u. a. 1993 als Professor des Jahres des US-Bundesstaats New York geehrt.
Für seine Beiträge zur Computervision wurde Huttenlocher 2007 zu einem Fellow of the Association for Computing Machinery ernannt.

## Schriften (Auswahl)
- D. Huttenlocher, V. Zue: A model of lexical access from partial phonetic information. In: Proceedings of the IEEE International Conference on Acoustics, Speech, and Signal Processing. IEEE Computer Society, Washington D. C. 1984, Band 9, S. 391–394.
- J. Davis, D. Huttenlocher: Shared annotation for cooperative learning. In: Proceedings for Computer-Supported Cooperative Learning, 1995.
- P. Felzenszwalb, D. Huttenlocher: Image segmentation using local variation. In: Proceedings of the IEEE Computer Society Conference on Computer Vision and Pattern Recognition, IEEE Computer Society, Washington D. C. 1998, ISBN 0-8186-8497-6, S. 98.
- P. Felzenszwalb, D. Huttenlocher: Efficient graph-based image segmentation. International Journal of Computer Vision 2004, Band 59, S. 167–181.
- H. Kissinger, E. Schmidt, D. Huttenlocher: The Metamorphosis. In: The Atlantic. August 2019.
- H. Kissinger, E. Schmidt, D. Huttenlocher: The Age of AI And Our Human Future. Hodder & Stoughton, London 2021, ISBN 978-1-5293-7598-5.
- H. Kissinger, E. Schmidt, D. Huttenlocher: ChatGPT Heralds an Intellectual Revolution. In: The Wall Street Journal. 24. Februar 2023.